# Karang Menjangan
Karang Menjangan is een bestuurslaag in het regentschap Ogan Komering Ulu van de provincie Zuid-Sumatra, Indonesië. Karang Menjangan telt 2046 inwoners (volkstelling 2010).